# Stoffaustausch
Als Stoffaustausch oder Stoffübergang werden Diffusionsprozesse über eine Grenzfläche hinweg bezeichnet. Die Grenzfläche kann eine Phasengrenze oder eine Membran (Membrankontaktor) sein.
Der Stoffübergang ist abhängig vom treibenden Gefälle, den Diffusionsstrecken, der Phasengrenzfläche und der Kontakt- bzw. Verweilzeit.
Stoffübergangsapparate, wie Kolonnen, versuchen die Stoffübergangsfläche durch Einbauten bei gleichzeitiger Verringerung der Diffusionsstrecken zu erhöhen. Nur so können auch noch kleine treibende Gefälle genutzt oder kurze Verweilzeiten realisiert werden.
Werden technische Apparate verkleinert, so verbessert sich stets das Oberflächen-Volumen-Verhältnis. Stoff- und Wärmeübergänge werden erleichtert. Konsequenterweise zielt die technische Entwicklung daher auf mikrostrukturierte Werkstoffe und Mikroreaktionstechnik ab.